# Teorema di Cheeger-Gromoll
Il teorema di Cheeger-Gromoll, o Teorema dell'anima, è un teorema di Geometria riemanniana che in larga misura riconduce lo studio delle varietà geometriche complete di curvatura sezionale non negative al caso delle varietà compatte (chiuse e finite). Jeff Cheeger e Detlef Gromoll dimostrarono il teorema nel 1972 generalizzando un risultato ottenuto nel 1969 dallo stesso Gromoll e da Wolfgang Meyer. La correlata congettura dell'anima fu formulata da Gromoll e Cheeger nel 1972, e dimostrata da Grigorij Jakovlevič Perel'man nel 1994 in un modo sorprendente e conciso.
Il teorema dell'anima asserisce che
Se (M,g) è una varietà riemanniana connessa e completa con curvatura sezionale K ≥ 0, allora esiste una sottovarietà compatta, totalmente geodetica e convessa S tale che M è diffeomorfa al limite normale di S.
La sottovarietà S è detta anima di (M, g).
L'anima S non è in generale identificata univocamente da (M, g), ma due anime qualsiasi sono isometriche, come ha dimostrato Sharafutdinov nel 1979, usando la retrazione di Sharafutdinov.

## Esempi
Ogni varietà compatta possiede una propria anima. Tuttavia, spesso il teorema è usato solo per varietà non compatte.
Come esempio semplice, si prenda M coincidente con lo spazio euclideo Rn, allora la sua curvatura sezionale è 0 e un punto qualsiasi di M può essere usato come anima di M.
Si consideri ora il paraboloide M = {(x, y, z) : z = x2 + y2}, in cui la metrica g è la distanza euclidea ordinaria che si genera dall'immersione dei M in uno spazio euclideo R3.  La curvatura sezionale è ovunque positiva. L'origine (0, 0, 0) è un'anima di M. Non tutti i punti x di M sono un'anima di M, dal momento che possiamo avere dei loop geodesici basati su x.
Esaminiamo ora un cilindro infinito M = {(x, y, z) : x2 + y2 = 1}, di nuovo insieme alla metrica euclidea indotta. La curvatura sezionale è ovunque nulla. Ogni circonferenza "orizzontale" {(x, y, z) : x2 + y2 = 1} con z fissato è un'anima di M.

## Congettura dell'anima
La congettura dell'anima, formulata da Cheeger e Gromoll, asserisce che:
Sia S completo, connesso e non compatto con curvatura sezionale K≥0; supponiamo che esista un punto in M in cui la curvatura sezionale (lungo tutte le direzioni sezionali) è strettamente positiva. Allora l'anima di M è un punto; oppure, in termini equivalenti, M è diffeomorfa a Rn.
Perel'man ha dimostrato questa congettura stabilendo che nel caso generale K ≥ 0, la retrazione di Sharafutdinov P : M → S è una sommersione, ovvero una funzione differenziabile tra varietà differenziabili il cui differenziale è ovunque suriettivo.